# Neamul lui Durin
În universul fictiv al Pământului de Mijloc, creat de J. R. R. Tolkien, Neamul lui Durin sau Bărbilelungi era cel mai important neam al gnomilor. Ei erau cei mai bătrâni și mai măreți dintre cele șapte clanuri ale gnomilor.
Ei au locuit inițial în Munții Cețoși, până când au fost alungați de orci. Fortărețele lor din Munții Cețoși includeau Khazad-dûm, primul lor oraș, și Muntele Gundabad. Primul lor rege a fost Durin Nemuritorul.
În timpul celui de-al doilea ev, neamul lui Durin s-a împrietenit cu noldorii lui Celebrimbor în Eregion. În timpul Războiului Ultimei Alianțe, neamul lui Durin s-a aliat cu elfii și dúnedainii.
În al Treilea Ev, după ce au fost alungați din Moria de către balrogul Blestemul lui Durin, cea mai mare parte din neamul lui Durin a fugit în nord și a fondat orașe în Erebor și Ered Mithrin. După ce atât Ered Mithrin cât și Erebor au fost ocupate de către dragoni, ei au devenit un popor nomad în exil. Cei mai mulți au plecat spre Dealurile de Fier și s-au stabilit acolo, pe când alții, sub Thráin al II-lea, au rătăcit spre vest, până au ajuns la Ered Luin și s-au stabilit acolo. În final, Regatul Gnom din Erebor a fost restaurat atunci când Dáin al II-lea, senior al Dealurilor de Fier, a devenit rege al Ereborului în 2941 E.T. după moartea lui Smaug.
Gnomii din neamul lui Durin au fost conduși inițial de șase regi numiți Durin. Mai mult decât o succesiune de tați și fii, acest Durin a fost văzut ca o reîncarnare a celui inițial și avea amintiri din viețile sale anterioare. Aceasta a durat până la Durin al VI-lea, care a fost omorât de către Blestemul lui Durin în 1980 E.T. După el, Durin nu s-a mai întors la poporul său timp de mulți ani, până când în al Patrulea Ev a apărut un Durin al VII-lea, descendent al lui Thorin al III-lea, fiul lui Dáin al II-lea Picior de Fier, și un descendent în linie directă al lui Durin Nemuritorul. Durin al VII-lea va fi cunoscut drept Ultimul Durin.

## Linia de succesiune a neamului lui Durin
- Durin I (Nemuritorul), părintele gnomilor. Fondatorul și primul rege din Khazad-dûm.
- Durin al II-lea, Durin reîncarnat
- Durin al III-lea a primit unul din cele Șapte Inele ale Gnomilor
- Durin al IV-lea, aliat al elfilor noldorieni în războiul împotriva lui Sauron, în special Celebrimbor și Galadriel, a luat parte la războiul cauzat de crearea Inelului și la Războiul ultimei alianțe
- Durin al V-lea a prosperat sub Inelul Puterii
- Durin al VI-lea descendent al lui Durin al V-lea. A fost omorât de Blestemul lui Durin în 1981 E.T.
- Náin I fiul lui Durin al VI-lea. Ultimul rege din Khazad-dûm, a fost omorât de Blestemul lui Durin în 1981 E.T.
- Thráin I fiul lui Náin I. A fondat Erebor în calitate de rege de sub Munte în 1999 E.T.
- Thorin I fiul lui Thráin I. A părăsit Erebor pentru Ered Mithrin
- Glóin fiul lui Gróin, tatăl lui Gimli
- Glóin fiul lui Thorin I
- Óin fiul lui Glóin
- Náin al II-lea fiul lui Óin
- Dáin I fiul lui Náin al II-lea. Ultimul rege al întregului neam al lui Durin, a fost omorât de un dragon în 2589 E.T.
- Thrór fiul lui Dáin I. S-a întors la Erebor în calitate de rege de sub Munte și a încercat să recucerească Moria. A fost omorât de Azog Orcul în 2790 E.T. (începutul războiului dintre gnomi și orci)
- Thráin al II-lea fiul lui Thrór, Rege în Exil. A trăit în sau lângă ruinele orașului Belegost din Ered Luin. A murit în temnițele din Dol Guldur în 2850 E.T. și a fost ultimul posesor al Ultimului Inel al Gnomilor.
- Thorin al II-lea Scut de Stejar fiul lui Thráin II. A fondat din nou Erebor, însă a fost omorât în Bătălia celor Cinci Armate în 2941 E.T. Nu a fost niciodată încoronat rege, dar a preluat titlul de rege de sub Munte (pe care avea dreptul să îl dețină după ce a fondat din nou Erebor)
- Dáin al II-lea Picior de Fier (nepotul lui Grór, fratele mai tânăr al lui Thrór). A devenit atât rege de sub Munte, cât și rege al întregului neam al lui Durin după moartea lui Thorin.
- Thorin al III-lea Cască de Piatră a devenit rege când Dáin a fost omorât în Războiul Inelului în 3019 E.T.

Un fiu sau descendent îndepărtat al lui Thorin al III-lea a fost Durin al VII-lea Ultimul, care a fondat din nou Khazad-dûm. La acest moment, toate vechile ținuturi ale gnomilor au fost recucerite de neamul lui Durin, inclusiv Khazad-dûm, Erebor, Dealurile de Fier, Gundabad, Munții Albaștri, Peșterile Sclipitoare ale lui Aglarond și multe mici așezări din Munții Cețoși.